# Mathematics and the Imagination
Mathematics and the Imagination es un libro publicado en Nueva York por Simon & Schuster en 1940. Los autores son Edward Kasner y James R. Newman. El ilustrador Rufus Isaacs aportó 169 figuras. Rápidamente se convirtió en un éxito de ventas y recibió varias críticas entusiastas. Se le ha otorgado publicidad especial porque introdujo el término googol para 10100, y googolplex para 10googol. El libro incluye nueve capítulos, una bibliografía comentada de 45 títulos y un índice en sus 380 páginas.

## Reseñas
Según I. Bernard Cohen, "es el mejor relato de las matemáticas modernas que tenemos", y está "escrito con un estilo elegante, combinando claridad de exposición con buen humor". Según la reseña de T.A. Ryan, el libro "no es tan superficial como cabría esperar de un libro de nivel popular. Por ejemplo, la descripción de la invención del término googol... es un intento muy serio de mostrar cómo se utiliza mal es el término infinito cuando se aplica a números finitos y grandes". En 1941, G. Waldo Dunnington pudo notar que el libro se había convertido en un éxito de ventas. "Aparentemente ha logrado comunicar al profano algo del placer que experimenta el matemático creativo en la resolución de problemas difíciles".

## Contenido
Las notas de introducción (pág. Xiii) "La ciencia, en particular las matemáticas,... parece estar construyendo el único edificio permanente y estable en una época en la que todos los demás se están derrumbando o se están haciendo pedazos". Los autores afirman (p xiv): "Ha sido nuestro objetivo... mostrar por su misma diversidad algo del carácter de las matemáticas, de su espíritu audaz y desenfrenado, de cómo, tanto como arte como como ciencia, ha continuado para llevar las facultades creativas más allá incluso de la imaginación y la intuición".
En el capítulo uno, "Nuevos nombres para viejos", explican por qué las matemáticas son la ciencia que usa palabras fáciles para ideas difíciles. Señalan (p. 5) que "surgen muchas ambigüedades divertidas. Por ejemplo, la palabra función probablemente expresa la idea más importante en toda la historia de las matemáticas. Además, la teoría de anillos es mucho más reciente que la teoría de grupos. En la mayoría de los libros nuevos sobre álgebra, y no tiene nada que ver ni con el matrimonio ni con las campanas. La página 7 introduce el teorema de la curva de Jordan. Al discutir el problema de Apolonio, mencionan que la soluciópn de Edmond Laguerre consideró círculos con orientación. (p. 13) Al presentar los radicales, dicen: "El símbolo del radical no es la hoz y el martillo, sino un signo de tres o cuatro siglos de antigüedad, y la idea de un radical matemático es incluso más antigua que ese." (p. 16) "Ruffini y Abel demostraron que las ecuaciones de quinto grado no se pueden resolver con radicales" (p. 17) (teorema de Abel-Ruffini).
El capítulo 2, "Más allá de Googol" trata los conjuntos infinitos. La distinción se hace entre un conjunto contable y un conjunto incontable. Además, se da la propiedad característica de los conjuntos infinitos: una clase infinita puede estar en correspondencia 1: 1 con un subconjunto propio (p 57), de modo que "una clase infinita no es mayor que algunas de sus partes" (p 43). Además de introducir los números de Aleph, los autores citan The Hunting of the Snark de Lewis Carroll, donde se dan instrucciones para evitar tonterías al cazar el snark. Dicen "El infinito también puede ser boojum". (pág. 61)
El capítulo 3 es "Pie (π, i, e) Trascendental e Imaginario". Para motivar e (constante matemática), analizan primero el interés compuesto y luego el interés compuesto continuo. "Ninguna otra constante matemática, ni siquiera π, está más estrechamente relacionada con los asuntos humanos" (p. 86). "[e] ha jugado un papel integral en ayudar a los matemáticos a describir y predecir lo que para el hombre es el más importante de todos los fenómenos naturales: el del crecimiento".
La función exponencial, y = ex... "es la única función de x con la tasa de cambio con respecto a x igual a la función en sí". (p 87) Los autores definen el plano de Gauss y describen la acción de la multiplicación por i como rotación a través de 90 °. Abordan la identidad de Euler, es decir, la expresión eπi+1=0, indicando lo que el venerable Benjamin Peirce calificó de "absolutamente paradójico". Luego se expresa una nota de idealismo: "Cuando haya tanta humildad y tanta visión en todas partes, la sociedad será gobernada por la ciencia y no por su gente inteligente" (pp 103,4).
El capítulo 4 es "Geometrías surtidas, plano y fantasía". Tanto la geometría no euclidiana y el espacio de cuatro dimensiones se discuten. Los autores dicen (p. 112): "Entre nuestras convicciones más preciadas, ninguna es más preciosa que nuestras creencias sobre el espacio y el tiempo, pero es más difícil de explicar".
En las páginas finales, los autores abordan la pregunta "¿Qué son las matemáticas?". Dicen que es un "hecho triste que sea más fácil ser inteligente que claro". La respuesta no es tan fácil como definir la biología. "En las matemáticas tenemos un lenguaje universal, válido, útil, inteligible en todas partes, en el lugar y el tiempo..." Finalmente, "austero e imperioso como la lógica, todavía es lo suficientemente sensible y flexible para satisfacer cada nueva necesidad. El vasto edificio descansa sobre los cimientos más simples y primitivos, está forjado por la imaginación y la lógica a partir de un puñado de reglas infantiles". (pág. 358)